# Hans-Hermann Francke
Hans-Hermann Francke (* 12. August 1943 in Posen; † 7. Mai 2022 in Klein Nordende) war ein deutscher Wirtschaftswissenschaftler und Professor für Finanz- und Geldwirtschaft an der Albert-Ludwigs-Universität Freiburg.

## Leben
Hans-Hermann Francke studierte von 1965 bis 1970 an der Universität Hamburg. Das Studium schloss er mit einem Diplom in Volkswirtschaftslehre ab. Seine Promotion an der Universität Freiburg erfolgte 1974, 1980 folgte die Habilitation. Fünf Jahre später wurde er an der Universität der Bundeswehr Hamburg außerordentlicher Professor für Volkswirtschaft, insbesondere Finanzwissenschaft. Die Universität Freiburg berief ihn schließlich 1988 zum Professor für Finanz- und Geldwirtschaft. Hier hielt er Vorlesungen mit den Themen Volkswirtschaftslehre, Staatsfinanzen und Geldwirtschaft. Im Jahre 2000 wurde er Ehrendoktor der Volkswirtschaftslehre an der Universität Basel.
Er war Mitglied der Society of Social Policy, der Western Economic Association, des International Institute of Public Finance (IIPF) und der Société Universitaire Européenne de Recherches Financières (SUERF).

## Forschungsschwerpunkte und weitere akademische Aktivitäten
Francke arbeitete an Projekten mit Schwerpunkt auf theoretischen und empirischen Problemen der Staatsverschuldung und Geldpolitik. Darüber hinaus war er Geschäftsführender Herausgeber der finanzwissenschaftlichen Zeitschrift Kredit und Kapital. Zwischenzeitlich war er auch Akademischer Leiter der Verwaltungs- und Wirtschafts-Akademie und der Deutschen Immobilien-Akademie an der Universität Freiburg, deren Aufsichtsratsvorsitzender er zuletzt war.
Francke war Mitunterzeichner des eurokritischen Manifests Die währungspolitischen Beschlüsse von Maastricht: Eine Gefahr für Europa (1992) und des Hamburger Appells (2005).

## Schriften (Auswahl)

### Als Autor
- Bankenliquidität und Zins als Orientierungsvariable der Geldpolitik. Duncker & Humblot, Berlin 1975
- Portfolioeffekte öffentlicher Kreditnahme: ihre Bedeutung für d. private Realvermögensbildung u. deren Finanzierung. Duncker & Humblot, Berlin 1981
- Zinswirkungen der Staatsverschuldung: eine empirische Untersuchung für die Bundesrepublik Deutschland. Duncker & Humblot, Berlin 1984
- Zukunftsprobleme der europäischen Integration – von Maastricht zu einem europäischen Finanzausgleichssystem? Institut für Finanzwissenschaften, Freiburg 1993

### Beteiligt an
- Handbuch des öffentlichen Kredits in Europa.Deutscher Sparkassenverlag, Stuttgart 1994
- Europäische Währungsunion: von der Konzeption zur Gestaltung. Duncker & Humblot, Berlin 1998
- Finanzmärkte im Umbruch. Duncker & Humblot, Berlin 2000
- Immobilienmärkte und Immobilienbewertung. Vahlen, München 2005

### Ihm gewidmet
- Nach der Wirtschafts- und Finanzkrise: Ansätze für eine erfolgreiche Geld-, Finanz- und Immobilienpolitik: Festschrift für Hans-Hermann Francke zum 70. Geburtstag. Duncker & Humblot, Berlin 2013